# Slasher (koszykówka)

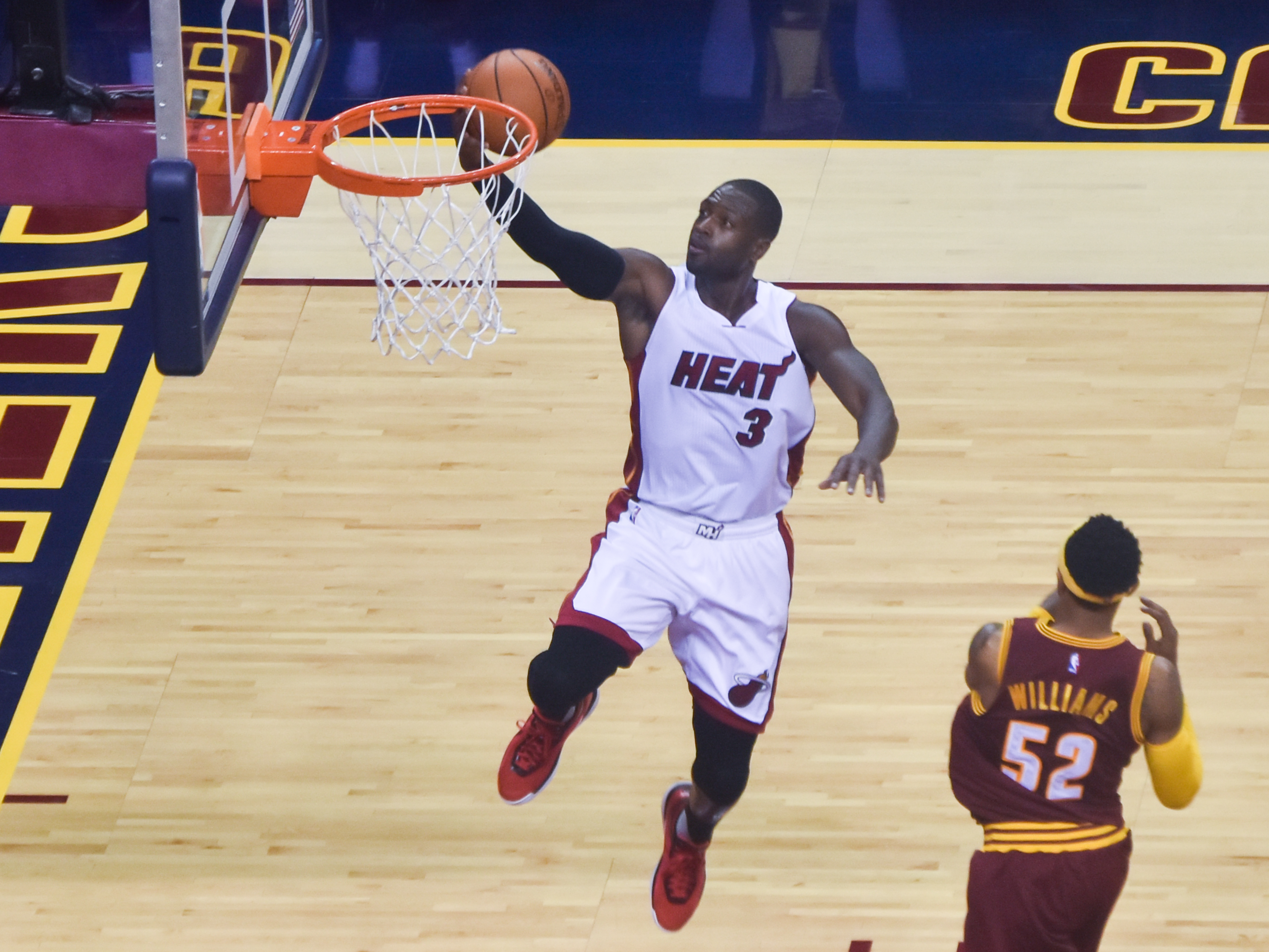
Wykonujący dwutakt Dwyane Wade uchodzi za jednego z najwybitniejszych slasherów w historii NBA.

Slasher w koszykówce jest określeniem na zawodnika grającego agresywnie w ofensywie, z reguły zajmującego pozycje obwodowe. Typowymi akcjami dla slasherów są jazdy pod kosze, rzuty z pół dystansu, a także zbiórki w ofensywie, dwutakty, wsady, floatery. Stałym punktem ich zagrań jest także wymuszanie rzutów wolnych, których są zazwyczaj świetnymi wykonawcami. Bardzo często slasherzy są najszybszymi i najlepiej punktującymi zawodnikami w drużynie, co bezpośrednio wywodzi się z ich szybkości, umiejętności penetracji, dryblowania piłką oraz rzucania. Powszechnie uznawani za jednych z najlepszych slasherów tego typu są Dwyane Wade, James Harden, Derrick Rose, Brandon Roy, LeBron James, czy Russell Westbrook.
Nieco odmienny typ slasherów stanowią ci, którzy grają na pozycji rozgrywającego, albowiem swoją szybkość i doskonały przegląd pola wykorzystują oni do rozmaitych podań swoim partnerom z drużyny. Przykładem takich slasherów są Rajon Rondo, John Wall oraz Chris Paul.

## Pozostali zawodnicy będący slasherami
- Michael Jordan[1]
- Jamal Crawford[2]
- Deron Williams[2]
- Kobe Bryant[2]
- Kevin Durant[2]
- Tony Parker[2]
- Monta Ellis[3]
- Tyreke Evans[3]
- Goran Dragić
- DeMar DeRozan
- Allen Iverson
- Julius Erving
- Elgin Baylor
- Nate Archibald